# 1504
1504 (MDIV) fue un año bisiesto comenzado en lunes del calendario juliano.

## Acontecimientos
- Isabel I de Castilla, conocida como Isabel la Católica, redacta su testamento el 12 de octubre, cuyo original se encuentra en el Real Monasterio de Santa María de Guadalupe, una copia se envió al monasterio de Santa Isabel de la Alhambra de Granada. Y otra, a la Catedral de Toledo, aunque desde 1575 pasó al Archivo General de Simancas.[1]
- Isabel la Católica, Isabel I de Castilla, fallece el 26 de noviembre en el Palacio Testamentario (Medina del Campo).
- Juana de Castilla es proclamada reina de Castilla con el nombre de Juana I. Durante su ausencia en Flandes, queda como regente su padre, Fernando el Católico.
- Se concede a los  súbditos de la corona de Castilla el derecho de explotar las minas americanas.
- Se establece el asentamiento español de Puerto de las Perlas en la costa norte de América del Sur, lo que sería el origen de la futura ciudad de Cumaná en Venezuela, donde se empezó la explotación de perlas en la zona.
- El emperador mogol Babur conquista Kabul.
- Guerra de Nápoles (1501-1504): Francia y España enfrentadas.
  - 1 de enero: Luis II de Saluzzo firma con Gonzalo Fernández de Córdoba, conocido como el Gran Capitán, la capitulación de Gaeta.
  - 3 de enero: Las tropas francesas abandonan el Reino de Nápoles.
  - 11 de febrero: Se firma el Tratado de Lyon (1504), efectivo a partir del 25 de febrero.
- 11 de mayo al 7 de noviembre: Cristóbal Colón, en su cuarto viaje, exploró las costas de la actual Honduras, Nicaragua, Costa Rica, Panamá y Colombia (Golfo de Urabá).

## Ciencia y tecnología
- Juan de la Cosa - Viaja a Sudamérica.

## Arte y literatura
- Miguel Ángel acaba su obra David
- Erasmo de Róterdam publica el Enquiridión

## Nacimientos
- 17 de enero: Pío V, pontífice italiano (f. 1572)
- Luis de Granada, sacerdote dominico español.
- Diego Hurtado de Mendoza, poeta y diplomático español.

## Sin Fecha
- Jorge Bolena hermano de Ana Bolena (f. 1536).

## Fallecimientos
- Anacaona, hermana de Bohechío, y cacique de La Española.
- 26 de noviembre: Isabel I de Castilla, la Católica, reina de Castilla en Medina del Campo, (Castillo Fortaleza La Mota)(n. 1451)
- Garci Rodríguez de Montalvo, escritor español.
- Cocijoeza, Rey de Zaachila.